# Gorjī Kolā
Gorjī Kolā (persiska: گرجی كلا) är en ort i Iran.   Den ligger i provinsen Mazandaran, i den norra delen av landet, 170 km nordost om huvudstaden Teheran. Gorjī Kolā ligger 26 meter över havet och antalet invånare är 675.
Terrängen runt Gorjī Kolā är platt åt nordväst, men åt sydost är den kuperad. Runt Gorjī Kolā är det ganska tätbefolkat, med 111 invånare per kvadratkilometer. Närmaste större samhälle är Sari, 4,5 km nordost om Gorjī Kolā. I omgivningarna runt Gorjī Kolā växer i huvudsak blandskog.